# ジャーニー・ベク
ジャーニー・ベク（جانى بيك خان, Jānī bīk Khan, ? - 1357年）は、ジョチ・ウルスの第12代当主（ハン、在位：1342年－1357年）。ジャニベク・ハンとも呼ばれる。先々代のウズベク・ハンの息子。先代のティニベク・ハン（ティーニー・ベク）の同母兄弟で、母はウズベク・ハンの4人いた正妃（ハトゥン）のうち第一正妃で大ハトゥンであったタイ・ドゥラ（タイトゥグリー）であった。バトゥの6世の子孫にあたる。

## 生涯
名前の「ジャーニー」とは、ペルシア語で「魂」「親愛さを」を意味する「ジャーン」جان jān から派生した「霊」「精神」という意味の単語「ジャーニー」（جانى jānī）に由来しており、兄のティーニー（「肉体の」「有形の」の意味）と対になる意味の単語である。
1334年頃にウズベク・ハンの宮廷を訪れたイブン・バットゥータの旅行記には、両兄弟について述べられており、ジャーニ・バク جان بك Jāni bak と書かれている。敬虔なムスリムとして知られた人物で、異教徒たちの寺院を破壊し、モスクやマドラサを建設して父ウズベクが推進していた国内のイスラーム化に尽力したという。バトゥータによると、彼のイスラームについての教育はサイイド・シャリーフ・イブン・アブドル＝ハミードという人物だったようで、バットゥータは宮廷では彼らジャーニー・ベク配下のムスリム高官たちから主人ジャーニー・ベクの方が人格的により好ましいからと勧められ、彼の帳戸に滞在していた。後の伝聞として、ウズベク・ハンの死後にティーニー・ベクが当主として即位し、しばらくジョチ・ウルスを統治していたが程なくして殺害され、その後をジャーニー・ベクが継いだという。
マムルーク朝の歴史家シュジャーイーの年代記によると、ヒジュラ暦742年（1341年 - 1342年）にウズベクはチャガタイ・ウルスへ大軍とともにティーニー・ベクを派遣したが、同年シャッワール月（1342年3-4月）にウズベクはサライで亡くなり、宮廷にいたジャーニー・ベクは策略を巡らして弟のヒドル・ベクともども兄のティーニー・ベクを殺害させ、即位したという。
ジャーニー・ベクはジェノヴァが領有するクリミア半島の都市カッファを占領するため数度の攻撃をかけるが、1347年にカッファを包囲した際、軍内にペストが蔓延して撤退を余儀なくされた。いざ撤退しようとするとき、ジャーニー・ベクはジェノヴァ軍に呪詛の言葉を叫んで、ペストに感染した兵の死骸を町の中に投げ入れたという。
この事件はイタリア人ガブリエーレ・デイ・ムッシのに基づいているが、当時デイ・ムッシはカッファ包囲戦には参加しておらず、イタリアのピアチェンツァにいた。そのため、デイ・ムッシは伝聞を元に証言した可能性が高いと指摘されており、ジャーニー・ベクが実際にそのような行為に出たかの真偽は定かではない。
1355年にチョバン朝の支配下にあった タブリーズ を占領した際、息子のベルディ・ベクへの駐屯を命じ、本国に帰還した。ジャーニー・ベクが重病に罹った報告を受け、ベルディ・ベクはアミール（貴族）のアヒジャクに タブリーズ の統治を委ねて本国に戻った。
1357年、ジャーニー・ベクがジョチ・ウルスのイスラム化を進めることに反対するベルディ・ベクに殺害された。

## 登場作品
映画
- オルド 黄金の国の魔術師（2012年、ロシア、演：イノケンティ・ダカイアロフ）